# Santuario de animales

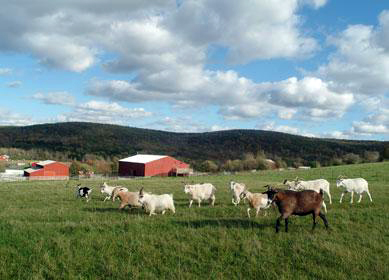
El refugio Farm Sanctuary en el upstate de Nueva York provee de hogar a cientos de cabras, ovejas, vacas, cerdos, pollos, pavos y otros animales de granja rescatados.

Un santuario de animales  es una instalación donde son llevados animales de granja para que vivan y estén protegidos.

## Santuario y/o refugio de animales
A diferencia de los refugios de animales, los santuarios no buscan colocar a los animales con individuos o grupos, en su lugar mantienen cada animal hasta su muerte natural. En algunos casos, un centro puede tener tanto las características de santuario como de refugio; por ello algunos animales pueden residir temporalmente hasta que se les encuentra un buen hogar mientras que otros serán residentes permanentes. La misión de los santuarios es generalmente ser un sitio seguro donde los animales reciben el mejor cuidado posible que el santuario puede darles. Los animales no son vendidos, cambiados o usados para experimentación con animales. Los animales residentes tienen la oportunidad de vivir tan naturalmente como sea posible en un entorno protector, intentando que se respeten entre sí.

## Filosofía y misión de los santuarios
Lo que separa un santuario de otras instituciones es la filosofía de que los residentes del mismo son lo primero. En un santuario, cada acción es escrutada por si hay algún atisbo de beneficio humano a expensas de los animales. Los santuarios actúan en beneficio de los animales y los cuidadores trabajan bajo la noción que todos los animales en el santuario, humanos y no humanos, tienen la misma importancia.
Un santuario no está abierto al público en el sentido de un zoológico; por lo que el público no tiene permitido acceder solo a ninguna parte de las instalaciones. El santuario intenta no permitir ninguna actividad que pueda dar lugar a estrés innecesario.
Otro objetivo de los santuarios, junto con cuidar de los animales, es educar al público e intentar imbuir la idea de que los animales no deben ser usados, explotados ni sacrificados en beneficio del ser humano. 
Hay organizaciones nacionales e internacionales que han tomado la responsabilidad de supervisar santuarios sin ánimo de lucro para proveer un sistema general que seguir para los santuarios. Entre ellos, la American Sanctuary Association (Asociación Americana de Santuarios) monitoriza y ayuda a varias instalaciones a cuidar vida salvaje exótica. Ellos acreditan instalaciones conforme a altos estándares y una rígida aplicación de procesos para asegurar que los animales bajo su cuidado son debidamente cuidados y mantenidos.

## Tipos
Los santuarios de animales se pueden clasificar en dos tipos principales:
- Santuarios de vida silvestre: estos santuarios se dedican a la protección de animales silvestres, como animales de la fauna o animales exóticos que han sido rescatados de tráfico ilegal o maltrato.
- Santuarios de animales domésticos: estos santuarios se dedican a la protección de animales domésticos, como perros, gatos, caballos o animales de granja que han sido abandonados o maltratados.

## Legislación

### México
Los primeros santuarios de animales en México se establecieron en la década de 1970. Estos santuarios se dedicaban a la protección de animales silvestres que habían sido rescatados de tráfico ilegal o maltrato. 
La Ley General de Vida Silvestre define a los santuarios de animales como "aquellas instalaciones que tienen como propósito brindar protección a ejemplares de fauna silvestre que por diversas causas no puedan retornar a su hábitat natural".
También establece que los santuarios de animales deben contar con un plan de manejo que garantice el bienestar de los animales que albergan. La ley también establece que los santuarios de animales deben estar registrados ante la Secretaría de Medio Ambiente y Recursos Naturales.
Así mismo, según la Comisión Nacional de Áreas Naturales Protegidas (CONANP), los santuarios son espacios designados en áreas que se destacan por tener una abundante diversidad de flora o fauna, o por albergar especies, subespecies o hábitats de distribución limitada.